# Tunceli
Tunceli (Mamekî, Mamekiye ou Kalan en zazaki et en kurmanci) est une ville de Turquie, préfecture de la province du même nom, située au confluent du Munzur et du Pülümür. La ville est peuplée en majorité d'Alevis, principalement d'origines zazas, arméniennes et turkmènes,,,,. Les locaux appellent la ville Dersim. 

## Histoire
La ville s'appelait Mamekiye, puis fut rebaptisée Kalan, pour prendre finalement la forme actuelle de Tunceli en 1946.
La province de Tunceli est créée le 25 décembre 1935, cependant jusqu'au 1er janvier 1947, elle est dirigée depuis Elâzığ. Le 30 décembre 1946, le village de Kalan, qui dénombrait moins de 1 000 habitants, devient le chef-lieu de cette province.
Le Parti démocratique du peuple remporte l'élection municipale en 2014. Le gouvernement a cependant rapidement destitué les autorités élues et imposé un administrateur.
Le Parti communiste remporte l'élection en 2019. Le nouveau maire refuse d'avoir une voiture officielle et décide d'afficher les comptes publics de la mairie sur le bâtiment, pour que tous voient comment est dépensé son budget. Selon lui, la ville et ses environs sont « une région qui a toujours été progressiste, où la défense des opprimés a toujours été centrale, où la lutte pour des conditions de vie digne, pour tous, toujours très active. Sur de nombreuses questions, comme celle de la liberté de croyance, de l’égalité entre les différentes cultures, entre hommes et femmes, elle est très en avance par rapport au reste de la Turquie ».

## Géographie
Le relief est montagnard par endroits avec de hauts plateaux.
Les étés sont secs avec des précipitations faibles l'été mais abondantes l'hiver.
Il y a de nombreux points d'eau comme à Munzur où coule un flux d'eau un courant ayant un haut débit.

## Démographie
| 1940 | 1945 | 1950 | 1955 | 1960   | 1965   | 1970   | 1975   | 1980   |
| ---- | ---- | ---- | ---- | ------ | ------ | ------ | ------ | ------ |
| -    | -    | -    | -    | 19 245 | 23 240 | 29 363 | 35 332 | 12 859 |

| 1985   | 1990   | 1997   | 2000   | 2007   | 2010   | 2014   | - | - |
| ------ | ------ | ------ | ------ | ------ | ------ | ------ | - | - |
| 18 471 | 24 513 | 24 449 | 25 041 | 27 091 | 33 257 | 31 407 | - | - |